# Carlinhos Paraíba
Carlinhos Paraíba (Joao Pessoa, 4 maart 1983) is een Braziliaans voormalig voetballer die als middenvelder speelde.

## Carrière
Hij tekende in 2008 bij Coritiba in de Campeonato Brasileiro Série A. Hij tekende in 2010 bij São Paulo FC. Carlinhos speelde tussen 2012 en 2017 voor Omiya Ardija, Júbilo Iwata en Tokushima Vortis.